# Jernbaneverket
Pour les articles homonymes, voir JBV.
Jernbaneverket (JBV) est une société publique, détenue par l'État Norvégien, qui possède et gère les infrastructures du réseau ferroviaire norvégien. Elle a été créée en 1996.

## Histoire
La société Jernbaneverket (Norwegian National Rail administration) a été créée, par division de l'ancienne structure nationale, le 1er décembre 1996. Elle dépend du ministère des Transports et Communications. Elle prend en charge la majorité des lignes ferroviaires et la gestion des gares et des terminaux qui sont encore la propriété de NSB.
En 1999, la direction commune entre JBV et NSB BA laisse la place à des directions autonomes, Élisabeth Enger devient directeur de JBV.